# Happy in Love
Happy in Love – kompilacyjny album muzyczny piosenkarza Deana Martina wydany w 1966 roku przez wytwórnię Tower Records za pośrednictwem Capitol Records. Zawierał wcześniej nagrane single oraz utwory, które nigdy nie ukazały się do momentu wydania tego albumu. 

## Utwory
| A1 | Love Is All That Matters                        | 3:00 |
| A2 | I Love The Way You Say Goodnight                | 3:08 |
| A3 | I'll Always Love You                            | 2:30 |
| A4 | You I Love                                      | 2:35 |
| A5 | All I Have To Give You Is My Love               | 2:47 |
| B1 | Until You Love Someone                          | 2:43 |
| B2 | If I Should Love Again                          | 2:44 |
| B3 | Rue De Mon Amour                                | 2:45 |
| B4 | You Were Made For Love                          | 2:17 |
| B5 | I'm Gonna Paper My Walls With Your Love Letters | 3:09 |